# Cuerva (kommunhuvudort)
Cuerva är en kommunhuvudort i Spanien.   Den ligger i provinsen Toledo och regionen Kastilien-La Mancha, i den centrala delen av landet, 90 km sydväst om huvudstaden Madrid. Cuerva ligger 774 meter över havet och antalet invånare är 1 349.
Terrängen runt Cuerva är huvudsakligen platt, men söderut är den kuperad. Runt Cuerva är det glesbefolkat, med 18 invånare per kvadratkilometer. Närmaste större samhälle är Polán, 14,2 km norr om Cuerva. Trakten runt Cuerva består till största delen av jordbruksmark.